# Blackgaze
Il blackgaze è un sottogenere del black metal che a tale genere mescola elementi post-rock e shoegaze.

## Caratteristiche
Il genere è caratterizzato da una miscela di black metal, post-rock e shoegaze, spesso incorpora elementi di ambient e neofolk. Sono presenti muri sonori di chitarra, spesso alterata con riverberi, delay e flanger. Frequente l'uso di accordi aperti, droni dissonanti e salti di settima o nona. Molto utilizzata la tecnica del tremolo picking tipica del black metal. Le composizioni sono spesso lunghe e presentano cambi di tempo e volume.
La musica di Burzum è spesso citata come ispiratrice del genere per le sue ripetizioni ipnotiche e l'atmosfera mistica. 
Il cantato utilizza sia lo scream sia la voce pulita.
Markus "Herbst" Siegenhort, il membro fondatore delle band Liam e Lantlôs, ha descritto lo stile in maniera critica definendolo "noioso", "stagnante" e con una struttura semplice: "Ci sono sempre tracce di 12 minuti che hanno cinque minuti Intro e poi un po' di post-rock con blast beat e screaming".

## Precursori
L'album Filosofem di Burzum con il suo suono trascendentale, mistico e ipnotico è uno degli album che più ha influenzato il blackgaze. Artisti come Wolves in the Throne Room, Amesoeurs e Alcest si sono dichiarati ispirati dal progetto Burzum.
Altro album seminale è The Mantle degli Agalloch.
Altri artisti hanno anticipato l'idea di collegare black metal e post-rock come i Forgotten Woods, Ved Buens Ende, In the Woods... e Arcturus.

## Popolarità
Alla band Alcest è stata attribuita una speciale importanza per la "simbiosi di shoegaze, post-rock à la Explosions in the Sky e il black metal norvegese". All'inizio del 2006 un gran numero di progetti ha adottato il mix di shoegazing, post-rock e black metal. Lo stesso anno i Wolves in the Throne Room debuttano con Diadem of 12 Stars, gli Amesoeurs con l'EP Ruines Humanies.
Il chitarrista degli Amesoeurs, Fursy Teyssier fondatore dei Les Discrets, è spesso il disegnatore delle copertine degli album e EP di Amesoeurs, Alcest, Lantlôs, Agalloch, Les Discrets, Lergev, Sombres Forêts e Arctic Plateau.